# 海洋无限
海洋无限是一家总部位于美国德克萨斯州奥斯汀和英国南安普敦的海洋机器人公司，成立于2017年。  

## 历史
2017年7月，海洋无限成立，总部设于美国德克萨斯州奥斯汀及英国南安普敦。公司属于私人企业，由首席执行官奥利弗·普兰科特（Oliver Plunkett）领导。在认识到海洋机器人在大规模获取和分析海洋数据方面的高效性后，海洋无限就此诞生。

## 机器人
海洋无限拥有着两支机器人舰队：Armada舰队和Infinity舰队。其中Infinity舰队由14个自主水下载具组成，目前正在全球的海洋中进行作业；而Armada舰队初期将由15艘机器人船只组成。这些舰队配备了先进的传感器和导航技术，使得他们能够在6000米的深海下进行作业。该公司在2022年5月的报告中称，Armada舰队首批23艘水面艦艇已在越南成功下水。

## 项目

### 概括
以下是海洋无限所参与的成功的搜寻任务：
| 船舶/潜艇        | 沉没日期       | 发现日期       | 深度    | 参考          |
| ---------------- | -------------- | -------------- | ------- | ------------- |
| 圣胡安号潜艇     | 2017年11月15日 | 2018年11月17日 | 920米   | [ 9 ]         |
| Stellar Daisy    | 2017年3月31日  | 2019年2月17日  | 3461米  | [ 10 ]        |
| 智慧女神號潛艇   | 1968年1月27日  | 2019年7月21日  | 2350米  | [ 11 ] [ 12 ] |
| 內華達號戰艦     | 1948年7月31日  | 2020年5月11日  | 4700米  | [ 13 ]        |
| 坚忍号           | 1915年11月21日 | 2022年3月5日   | 3000米  | [ 14 ] [ 15 ] |
| 斯图尔特号驱逐舰 | 1946年5月24日  | 2024年8月1日   | 1060 米 | [ 16 ] [ 17 ] |

### 细节
2018年初，海洋无限参与了马航370的搜寻任务，1月至5月间公司派出了“海底建造者号”，但未能找到飞机的残骸。同年11月，海底建造者号找到了于一年前失踪的阿根廷潜艇——聖胡安號潛艇。2018年12月底，海洋无限与韩国政府签订合同，负责搜寻2017年3月沉没在南大西洋乌拉圭海岸附近的散货船——Stellar Daisy。2019年2月17日，该公司宣布他们已经找到了船只残骸，随后不久就找回了船載航程資料記錄儀。 
除了备受瞩目的沉船搜寻任务之外，海洋无限还为多家公司和机构提供了数据采集服务，其中包括道达尔能源、壳牌毛里塔尼亚、挪威近海管理局、埃克森美孚、美国国家海洋和大气管理局以及巴西石油。  
2019年初，“岛屿骄傲号”（Island Pride）确定了“Grande America”的位置，并于3月30日抵达了沉船地点，随即开始使用遥控水下载具对残骸进行检查。同年7月，海洋无限成功找到了法国海军潜艇“智慧女神號潛艇”的残骸，此时距其失踪已过去了50年。 2020年，海洋无限还与Search INC合作，一同寻找“内华达号战列舰”的残骸。  
海洋无限还提供了技术支持与设备来寻找欧内斯特·沙克尔顿的“坚忍号”，1915年10月27日该船因被困在南极洲威德尔海的冰层中而沉没。2022年3月5日，由福克兰群岛海事遗产信托发起的“坚忍22”（Endurance22）项目成功找到了“坚忍号”的残骸。
2024年12月，马来西亚政府批准重启马航370的搜寻工作。2025年初，海洋无限重启了寻找工作，此次任务会比以往更有针对性，如未找到航班残骸，马来西亚政府无需向海洋无限支付任何报酬，相反如果残骸被发现，马来西亚方面则需要支付7000万美元。